# Estefania Carròs i de Mur
Estefania Carròs i de Mur (Barcelona, c.1455 – Barcelona, 16 de marzo de 1511), fue una figura relevante de la nobleza de la época, que dedicó la mayor parte de su vida a la educación de doncellas nobles y de la burguesía.
La enseñanza más importante que inculcó Estefanía a sus alumnas fue el valor de la libertad responsable de cada mujer de escoger su propio destino. Estefania Carròs i de Mur destacó por sus pioneras ideas sobre la libertad femenina, así como por su devoción hacia los pobres.

## Biografía
Estefanía era hija de Brianda de Mur y de Nicolau Carròs i de Arborea, nombrado por el rey Joan II de Aragón virrey de Cerdeña. Fue la tercera de tres hermanos, con Beatriz Carròs i de Mur, futura mujer de Pedro Maza de Lizana y Dalmau Carròs i de Mur, que se casó con Violante Carròs, condesa de Quirra.
A pesar de que su padre estuvo comprometido con la política sarda, Estefanía vivió en tierras de la Corona de Aragón, siempre cercana a la corte itinerante. Estuvo muy unida a la familia materna, el linaje de Mur, sobre todo a su tía Isabel de Mur, que se hizo cargo de Estefanía cuando su madre también se trasladó a Cerdeña acompañando a su marido. 
Isabel de Mur estuvo al servicio de la reina Juana Enríquez, y tanto ella como su marido, el noble aragonés Pedro de Urrea, fueron siempre fieles al rey Juan II de Aragón y a su mujer, Blanca I de Navarra. Posteriormente, los reyes, les agradecieron los servicios prestados permitiendo quedarse en la corte después de su muerte, y estipulando en el testamento que Isabel fuera su ejecutora testamentaria y que continuara su función de aya de su hija Juana de Aragón, futura reina de Nápoles.
Finalmente, Estefanía Carròs i de Mur fue nombrada heredera de la mitad de los bienes de su madre y recibió toda la herencia de su tía Isabel. Fue la encargada de cumplir las últimas voluntades de ambas, hecho que comportó el enfrentamiento con otros parientes.   

## La espiritualidad de Estefanía
Fue una de las pocas mujeres que en aquella época permaneció voluntariamente cèlibe, viviendo de su profesión. Se cree que fue por convicción que se quedó soltera, después de haber visto varios matrimonios de conveniencia en su entorno, y creyendo que nadie podía forzar el futuro de una mujer. Ideas que la enfrentaban fuertemente con el pensamiento imperante del momento en que vivió. 
Hay ciertos aspectos de su vida que recuerdan a las beguines, a pesar de que no se la encuentra declaradamente dentro de este movimiento ni vivió en ningún beaterio. Tampoco entró en un convento porque no tenía vocación de monja, a pesar de su fe. Del mismo modo que Elisabet Cifre, Estefania aseguraba que Dios la había llamado al celibato, pero no al convento y que su vocación se encaminaba a la educación de las doncellas.
Fue en su testamento, cuando Estefania se confiesa devota de las figuras de Cristo y la Virgen María. Especialmente, dedicó una deja testamentaria para misas en honor de la cinco llagues de Jesucristo, donde se ve su adoración a la Pasión de Jesús, devoción que también se comprueba a partir del inventario de sus bienes, donde se describen varios elementos con motivos relacionados. A la vez sentía especial inclinación por San Francisco de Asís, atraída por el mensaje de pobreza y austeridad, hasta el punto que quiso ser enterrada en el monasterio franciscano de Santa María de Jesús, vestida con sus hábitos. Además, en el testamento dejó escrito el deseo que su féretro fuera conducido por frailes y pobres

### Su papel de educadora
La enseñanza que impartió Estefanía estaba destinada a integrar plenamente las chicas dentro de la sociedad a la cual pertenecían, proporcionándoles recursos para ser y sentirse útiles. La educación religiosa tenía un papel muy importante en la formación, así como aprender a hilar, coser o leer y escribir; ahora bien, la finalidad última era que pudieran elegir con responsabilidad su futuro. Estefanía se sentía plenamente responsable de los compromisos adquiridos hacia sus pupilas, que iban más allá de legados económicos. Este interés de Estefanía para que sus alumnas obtuvieran valores pedagógicos y poder valerse por sí mismas, hace que su papel de educadora fuera más allá de una simple aya.
Las doncellas que estuvieron bajo su cargo pertenecían a la nobleza y a la burguesía; a pesar de que también recibieron cierta formación las jóvenes criadas y sirvientes. Se esperaba que la educación que debía de impartir tenía que adquirirse por medio de la religión, el trabajo y la obediencia. Los dos primeros aspectos fueron plenamente cumplidos en su programa educativo; pero, lo que destaca de la figura de Estefania en la educación de la época es que prefirió infundir a sus discípulas una libertad responsable, en lugar de una obediencia ciega.
Una de sus primeras alumnas habría sido Juana de Aragón, hija natural de Juana Nicolau y Fernando II de Aragón, con quien mantendría una gran relación de amistad y confianza durante años.
Otra de sus discípulas fue Aldonza de So, a quien su padre, el noble Joan de So, dejó una dote que recibiría cuando se casara, siempre que lo hiciera según la voluntad de su maestra. Estefanía, en su testamento, deja escrito que Aldonza «pueda casarse a su libertad, y que aquella obligación no la pueda perjudicar en bienes ni en otra cosa, como esta sea nuestra voluntad» (pugui casar-se a sa llibertat, i que aquella obligació no la pugui perjudicar en béns ni en altra cosa, com aquesta sia nostra voluntat).

## El testamento de Estefania
Estefanía Carròs murió en su casa de Barcelona en 1511. El notario Joan Vilaplana fue quién validó el testamento, pero no fue quien lo redactó: Estefanía ya disponía de su testamento escrito en doce folios por ambas caras, con múltiples rectificaciones y enmiendas, donde detalla cada una de las disposiciones. Una vez leído, lo entregó al notario con la promesa que lo abriría y lo publicaría después de su muerte.
Su testamento es una fuente de un gran valor documental, primero por la extensión que presenta; en segundo lugar porque nos permite conocer la fuerte personalidad de Estefanía al pedir con firmeza que sus voluntades fueran respetadas sin que nadie pudiera interferir en la decisión, ni siquiera el papa; y en último lugar, por la información que se  desprende, puesto que nos permite conocer de cerca la educación de las niñas en la práctica cotidiana.